# كييتا نوساكي
كييتا نوساكي (باليابانية: 野崎 桂太) (مواليد 25 أبريل 1990)، هو لاعب كرة قدم ياباني سابق كان يلعب كمهاجم.

## وصلات خارجية
- كييتا نوساكي على موقع رابطة كرة القدم اليابانية للمحترفين (اليابانية)
- كييتا نوساكي على موقع قاعدة بيانات كرة القدم.إي يو (الإنجليزية)
- كييتا نوساكي على موقع Soccerway.com (الإنجليزية)
- كييتا نوساكي على موقع عالم كرة القدم.نت (الإنجليزية)